# U-19-Fußball-Europameisterschaft der Frauen 2018
Die Endrunde der 21. U-19-Fußball-Europameisterschaft der Frauen wurde im Juli 2018 in der Schweiz ausgetragen. Das Land wurde am 26. Januar 2015 von der UEFA als Ausrichter bestimmt und richtete damit als erstes Land zum zweiten Mal – nach 2006 – dieses Turnier aus. Titelverteidigerinnen waren die Spanierinnen, die ihren Titel verteidigen konnten. Spielberechtigt waren Spielerinnen, die am 1. Januar 1999 oder später geboren worden waren.

## Qualifikation

### 1. Runde
Die Schweiz war als Gastgeber automatisch qualifiziert. Andorra, Gibraltar, Liechtenstein, Luxemburg, Malta und San Marino meldeten keine Mannschaft für die Qualifikation. Die Nationalmannschaften der übrigen 48 UEFA-Mitglieder, darunter erstmals die Mannschaft des Kosovo, wurden am 14. Juni 2017 auf zwölf Gruppen zu je vier Mannschaften aufgeteilt.
Die Spiele wurden in der Form von Miniturnieren zwischen dem 8. September und 24. Oktober 2017 ausgetragen. Die Gruppensieger und die Gruppenzweiten sowie die vier bestplatzierten Dritten qualifizierten sich für die 2. Runde.
Deutschland setzte sich in der Gruppe 1 bei einem Turnier in Island zusammen mit den Gastgeberinnen gegen Montenegro und das Kosovo durch. Österreich war Gastgeber der Gruppe 8 und setzte sich zusammen mit Belgien gegen Kroatien und Mazedonien durch.

### Eliterunde
Die Eliterunde wurde am 24. November 2017 ausgelost, wurde ab April 2018 ausgetragen und endete im Juni 2018. Hier traten die qualifizierten Mannschaften in sieben Gruppen zu je vier Teams an. Die Gruppensieger qualifizierten sich für die Endrunde. Am 3. November wurden die qualifizierten Mannschaften für die Auslosung gemäß ihrer Koeffizienten auf vier Töpfe verteilt. Bei der Auslosung konnten Gruppensieger und -zweite aus einer Gruppe der ersten Qualifikationsrunde nicht erneut in eine Gruppe gelost werden.
- Topf A:
  -  Dänemark – Sieger Gruppe 3
  -  England – Sieger Gruppe 2
  -  Frankreich – Sieger Gruppe 7
  -  Niederlande – Sieger Gruppe 6
  -  Norwegen – Sieger Gruppe 5
  -  Spanien – Sieger Gruppe 4
  -  Tschechien – Sieger Gruppe 9

- Topf B:
  -  Belgien – Zweiter Gruppe 8
  -  Deutschland – Sieger Gruppe 1
  -  Italien – Zweiter Gruppe 7
  -  Österreich – Sieger Gruppe 8
  -  Polen – Sieger Gruppe 12
  -  Serbien – Sieger Gruppe 11
  -  Ungarn – Sieger Gruppe 10

- Topf C:
  -  Finnland – Zweiter Gruppe 11
  -  Irland – Zweiter Gruppe 6
  -  Island – Zweiter Gruppe 1
  -  Portugal – Zweiter Gruppe 5
  -  Russland – Zweiter Gruppe 12
  -  Schweden – Zweiter Gruppe 9
  -  Slowakei – Zweiter Gruppe 3

- Topf D:
  -  Aserbaidschan – Zweiter Gruppe 4
  -  Griechenland – Dritter Gruppe 12
  -  Israel – Dritter Gruppe 11
  -  Schottland – Dritter Gruppe 10
  -  Slowenien – Zweiter Gruppe 2
  -  Türkei – Zweiter Gruppe 10
  -  Wales – Dritter Gruppe 2

Deutschland wurde in Gruppe 2 gelost und traf bei einem Turnier Anfang April 2018 in der Slowakei auf die Gastgeberinnen sowie England und Israel. Deutschland setzte sich mit drei Siegen durch, wobei nur beim 3:2 gegen England zwei Gegentore kassiert wurden. Österreich traf zur gleichen Zeit in Irland in der Gruppe 4 auf die Irinnen, Titelverteidiger Spanien und die Türkei. Den Österreicherinnen gelangen nur zwei Remis bei einer Niederlage gegen Spanien.

## Endrunde
Qualifizierte Mannschaften:
- Schweiz – Gastgeber
- Norwegen – Sieger Gruppe 1
- Deutschland – Sieger Gruppe 2
- Frankreich – Sieger Gruppe 3
- Spanien – Sieger Gruppe 4
- Niederlande – Sieger Gruppe 5
- Dänemark – Sieger Gruppe 6
- Italien – Sieger Gruppe 7

### Austragungsorte
Die Endrunde fand in vier Stadien in vier Städten statt.
Stadien:
- Arena Biel/Bienne in Biel/Bienne – 3 Gruppenspiele, beide Halbfinalspiele, Finals
- Stadion Niedermatten in Wohlen – 3 Gruppenspiele
- Stade Municipal in Yverdon-les-Bains – 3 Gruppenspiele
- Stadion Herti Allmend in Zug – 3 Gruppenspiele

### Vorrunde

#### Auslosung
Noch bevor die Gruppe 1 der Eliterunde ihre Spiele bestritten hatte, wurde bereits am 23. April die Auslosung für die Endrunde durchgeführt, wobei die Schweiz als Kopf der Gruppe A gesetzt war.

#### Modus
Die Vorrunde wurde in zwei Gruppen mit jeweils vier Mannschaften ausgetragen. Die Gruppensieger und Zweitplatzierten qualifizieren sich für das Halbfinale.
Hatten zwei oder mehr Mannschaften derselben Gruppe nach Abschluss der Gruppenspiele die gleiche Anzahl Punkte aufzuweisen, wurde die Platzierung nach folgenden Kriterien in dieser Reihenfolge ermittelt:
a. höhere Punktzahl aus den Direktbegegnungen der betreffenden Mannschaften;
b. bessere Tordifferenz aus den Direktbegegnungen der betreffenden Mannschaften;
c. größere Anzahl erzielter Tore aus den Direktbegegnungen der betreffenden Mannschaften;
d. wenn nach der Anwendung der Kriterien a) bis c) immer noch mehrere Mannschaften denselben Platz belegen, werden die Kriterien a) bis c) erneut angewendet, jedoch ausschließlich auf die Direktbegegnungen der betreffenden Mannschaften, um deren definitive Platzierung zu bestimmen. Führt dieses Vorgehen keine Entscheidung herbei, werden die Kriterien e) bis i) angewendet;
e. bessere Tordifferenz aus allen Gruppenspielen;
f. größere Anzahl erzielter Tore aus allen Gruppenspielen;
g. geringere Gesamtzahl an Strafpunkten auf der Grundlage der in allen Gruppenspielen erhaltenen gelben und roten Karten (rote Karte = 3 Punkte, gelbe Karte = 1 Punkt, Platzverweis nach zwei gelben Karten in einem Spiel = 3 Punkte);
h. bessere Platzierung in der für die Auslosung der Qualifikationsrunde verwendeten Koeffizientenrangliste;
i. Losentscheid.
Trafen zwei Mannschaften im letzten Gruppenspiel aufeinander, die dieselbe Anzahl Punkte sowie die gleiche Tordifferenz und gleiche Anzahl Tore aufwiesen, und endete das betreffende Spiel unentschieden, so wurde die endgültige Platzierung der beiden Mannschaften durch Elfmeterschießen ermittelt, vorausgesetzt, dass keine andere Mannschaft derselben Gruppe nach Abschluss aller Gruppenspiele dieselbe Anzahl Punkte aufweist. Haben mehr als zwei Mannschaften dieselbe Anzahl Punkte, finden die oberen Kriterien Anwendung.

#### Gruppe A
| Pl. | Land       | Sp. | S | U | N | Tore    | Diff. | Punkte |
| --- | ---------- | --- | - | - | - | ------- | ----- | ------ |
| 1.  | Norwegen   | 3   | 2 | 0 | 1 | 004:300 | +1    | 06     |
| 2.  | Spanien    | 3   | 2 | 0 | 1 | 004:300 | +1    | 06     |
| 3.  | Schweiz    | 3   | 1 | 1 | 1 | 005:500 | ±0    | 04     |
| 4.  | Frankreich | 3   | 0 | 1 | 2 | 003:500 | −2    | 01     |

|                                      |   |            |           |
| 18. Juli 2018 um 15:00 Uhr in Wohlen |   |            |           |
| Spanien                              | – | Norwegen   | 0:2 (0:2) |
| 18. Juli 2018 um 18:15 Uhr in Wohlen |   |            |           |
| Schweiz                              | – | Frankreich | 2:2 (0:1) |
| 21. Juli 2018 um 15:00 Uhr in Zug    |   |            |           |
| Norwegen                             | – | Frankreich | 1:0 (1:0) |
| 21. Juli 2018 um 18:15 Uhr in Zug    |   |            |           |
| Schweiz                              | – | Spanien    | 0:2 (0:1) |
| 24. Juli 2018 um 18:15 Uhr in Wohlen |   |            |           |
| Norwegen                             | – | Schweiz    | 1:3 (0:1) |
| 24. Juli 2018 um 18:15 Uhr in Zug    |   |            |           |
| Frankreich                           | – | Spanien    | 1:2 (0:0) |

#### Gruppe B
| Pl. | Land        | Sp. | S | U | N | Tore    | Diff. | Punkte |
| --- | ----------- | --- | - | - | - | ------- | ----- | ------ |
| 1.  | Dänemark    | 3   | 2 | 0 | 1 | 004:200 | +2    | 06     |
| 2.  | Deutschland | 3   | 2 | 0 | 1 | 003:100 | +2    | 06     |
| 3.  | Niederlande | 3   | 2 | 0 | 1 | 005:400 | +1    | 06     |
| 4.  | Italien     | 3   | 0 | 0 | 3 | 001:600 | −5    | 0      |

|                                                 |   |             |           |
| 18. Juli 2018 um 15:00 Uhr in Biel/Bienne       |   |             |           |
| Deutschland                                     | – | Dänemark    | 1:0 (0:0) |
| 18. Juli 2018 um 18:15 Uhr in Biel/Bienne       |   |             |           |
| Niederlande                                     | – | Italien     | 3:1 (3:0) |
| 21. Juli 2018 um 15:00 Uhr in Yverdon-les-Bains |   |             |           |
| Dänemark                                        | – | Italien     | 1:0 (0:0) |
| 21. Juli 2018 um 18:15 Uhr in Yverdon-les-Bains |   |             |           |
| Niederlande                                     | – | Deutschland | 1:0 (0:0) |
| 24. Juli 2018 um 18:15 Uhr in Biel/Bienne       |   |             |           |
| Dänemark                                        | – | Niederlande | 3:1 (2:1) |
| 24. Juli 2018 um 18:15 Uhr in Yverdon-les-Bains |   |             |           |
| Italien                                         | – | Deutschland | 0:2 (0:1) |

### Finalrunde

#### Modus
Endete eine Halbfinalbegegnung oder das Endspiel nach Ablauf der regulären Spielzeit ohne Sieger, folgte eine Verlängerung von zweimal 15 Minuten und falls es danach immer noch keinen Sieger gab, wurde dieser durch ein Elfmeterschießen ermittelt.

#### Halbfinale
|                                           |   |             |           |
| 27. Juli 2018 um 14:00 Uhr in Biel/Bienne |   |             |           |
| Norwegen                                  | – | Deutschland | 0:2 (0:1) |
| 27. Juli 2018 um 18:15 Uhr in Biel/Bienne |   |             |           |
| Dänemark                                  | – | Spanien     | 0:1 (0:0) |

#### Finale
| Deutschland                                   | Deutschland | Spanien | Spanien |
| --------------------------------------------- | --- | --- | ------- |
| Deutschland                                   | \| Finale \| \| 30. Juli 2018 um 18:15 Uhr in Biel/Bienne \| \| Ergebnis: 0:1 (0:0) \| \| Schiedsrichterin: Ivana Martinčić ( Kroatien) \| \| Spielbericht \|                                                              | \| Finale \| \| 30. Juli 2018 um 18:15 Uhr in Biel/Bienne \| \| Ergebnis: 0:1 (0:0) \| \| Schiedsrichterin: Ivana Martinčić ( Kroatien) \| \| Spielbericht \| | Spanien |
| Deutschland                                   | Stina Johannes • Fatma Şakar (81. Lisann Kaut), Lisa Ebert, Lara Schmidt, Meret Wittje • Marie Müller, Sydney Lohmann • Paulina Krumbiegel, Anna-Lena Stolze, Melissa Kössler • Nicole Anyomi Cheftrainerin: Maren Meinert | María Echezarreta • Oihane Hernández, Laia Codina, Anna Torrodá, Itziar Pinillos • Teresa Abelleira (86. Yasmin Katie), María Llompart • Rosa Marquez Baena, Olga Carmona • Nerea Eizaguirre (60. Athenea del Castillo), Carla (78. Elena Julve) Cheftrainer: Jorge Vilda | Spanien |
| Deutschland                                   | 0:1 María Llompart (80.) | | Spanien |
| Deutschland                                   | Carla (39.) | | Spanien |
| Finale                                        | | |         |
| 30. Juli 2018 um 18:15 Uhr in Biel/Bienne     | | |         |
| Ergebnis: 0:1 (0:0)                           | | |         |
| Schiedsrichterin: Ivana Martinčić ( Kroatien) | | |         |
| Spielbericht                                  | | |         |

## Schiedsrichterinnen
Schiedsrichterinnen:
- Eleni Antoniou
- Ivana Martinčić
- Rebecca Welch
- Cheryl Foster
- Tess Olofsson
- Melis Özçiğdem

Schiedsrichterassistentinnen:
- Khayala Azizzade
- Hanna Ilyankova
- Nikola Šafránková
- Jenni Mahlamäki
- May Moalem
- Elena Soklevska-Ilievski
- Iana Eleferenko
- Jasmina Zafirović

Vierte Offizielle:
- Angelika Söder
- Sandra Strub

## Beste Torschützinnen
Nachfolgend aufgelistet sind die besten Torschützinnen der Endrunde. Die Sortierung erfolgt nach Anzahl der geschossenen Tore, bei gleicher Trefferzahl sind die Vorlagen und danach die Spielminuten ausschlaggebend.
| Rang | Spielerin          | Tore | Vorlagen | Spielminuten |
| ---- | ------------------ | ---- | -------- | ------------ |
| 1    | Paulina Krumbiegel | 2    | 2        | 439          |
| 2    | Olga Carmona       | 2    | 1        | 437          |
| 3    | Andrea Norheim     | 2    | 0        | 250          |
| 4    | Lynn Wilms         | 2    | 0        | 270          |
|      | Alisha Lehmann     | 2    | 0        | 270          |
|      | Géraldine Reuteler | 2    | 0        | 270          |
| 7    | Dajan Hashemi      | 2    | 0        | 360          |